# آندریا سارانیتی
آندریا سارانیتی (انگلیسی: Andrea Saraniti؛ زادهٔ ۲۳ ژوئیهٔ ۱۹۸۸) بازیکن فوتبال است.
از باشگاه‌هایی که در آن بازی کرده‌است می‌توان به باشگاه فوتبال لچه اشاره کرد.